# ماچیرا (سانتا کاتارینا)
ماچیرا (به پرتغالی: Macieira) یک منطقهٔ مسکونی در برزیل است که در سانتا کاتارینا واقع شده‌است. ماچیرا ۱٬۷۶۶ نفر جمعیت دارد.